# Josephine Johnson
Josephine Johnson (ur. 1910, zm. 1990) – pisarka i poetka amerykańska.

## Życiorys
Josephine Winslow Johnson urodziła się w miejscowości Kirkwood w stanie Missouri 20 czerwca 1910. Była córką handlowca Benjamin H. Johnsona i Ethel (Franklin) Johnson. W latach 1926–1931 studiowała na Washington University w St. Louis, ale nie uzyskała stopnia naukowego. W 1942 wyszła za mąż za Granta G. Cannona, wydawcę pisma Farm Quarterly, który zmarł w 1969. Miała z nim troje dzieci, córki Ann i Carol oraz syna Terence’a. Początkowo mieszkali w Iowa City, gdzie Josephine przez trzy lata prowadziła zajęcia na University of Iowa. Potem przenieśli się na farmę pod Cincinnati. Josephine zajęła się działalnością ekologiczną. Zmarła na zapalenie płuc w Clearmont Mercy Hospital w Batavii 27 lutego 1990.

## Twórczość
Josephine Johnson pisała poezję i prozę. Kiedy miała 24 lata, wydała powieść Now in November, która odniosła nieoczekiwany sukces. Za tę książkę pisarka dostała w 1935 Nagrodę Pulitzera. Opublikowała również powieści Jordanstown (1937), Wildwood (1947) i The Dark Traveler (1963), zbiory opowiadań Winter Orchard and Other Stories (1936) i The Sorcerer's Son and Other Stories (1965), tom esejów The Inland Island (1969) i wspomnienia Seven Houses: A Memoir of Time and Places (1973). Jako poetka przedstawiła tomik Year's End (1939).